# Upper Bann (circonscription du Parlement britannique)
Pour les articles homonymes, voir Upper Bann.

Carte représentant en rouge la circonscription électorale d'Upper Bann (Irlande du Nord).

Upper Bann est une circonscription électorale britannique située en Irlande du Nord.